# Josefa Contijoch i Pratdesaba
Josefa Contijoch i Pratdesaba (Manlleu, 20 de gener de 1940) és una escriptora catalana. Filla d'una família d'impressors i llibreters. Estudia comerç i idiomes a les germanes carmelites de Manlleu. Després estudia filologia a la Universitat de Barcelona. Entre 1963 i 1967 va formar part del grup literari Cau Faluga de Manlleu, format per Josep Gallardo, Joan Josep Guillén, Elies Mas, Jacint Sala, Josep Serra, Joan i Josefa Contijoch. Des de l'any de la seva creació (1992, per iniciativa de Montserrat Abelló i Maria-Mercè Marçal) forma part del Comitè d'Escriptores del Centre Català del PEN Club; és de l'equip fundador del col·lectiu Quark Poesia de la UAB.
Les seves primeres obres de poesia són dels anys 60 i les escriu en castellà, serà uns anys més tard quan comença a publicar en català: Quadern de vacances (una lectura d'El segon sexe) (1983; Premi Miquel Martí i Pol de poesia de Comissions Obreres el 1981), Ales intactes (1996; Premi de Poesia Salvador Espriu 1994), Les lentes il·lusions (2001; Premi Màrius Torres 2000) i Congesta (2007). També conrea la narrativa. Així ha escrit novel·les com Potala (1986), La dona liquada (1990) o Els dies infinits (2001); i narrativa infantil. També conrea els gèneres de crítica literària o assaig, amb llibres com Les vacants (2005), i és traductora del francès.
El 2013 va guanyar el premi Crexells de narrativa atorgat per l'Ateneu Barcelonès.

## Obres

### Poesia
En castellà
- De la soledad primera (Barcelona: Editorial Trimer, 1964)
- Aquello que he visto (Madrid: Ediciones Alorca, 1965)
- Tombstone blues (Manlleu: edició ciclostilada, 1967)

En català
- La corda de l'arpa i el coll de l'artista, premi Marisa Picó d'Alcoi, 1972. Romangué inèdit fins a la seva recreació / refundició i publicació al volum Ales intactes, del 1996.
- Orient/Express, accèssit al premi Ciutat de Tarragona, 1980. Romangué inèdit fins a la seva recreació / refundició i publicació al volum Ales intactes, del 1996.
- Quadern de vacances (una lectura d'El segon sexe) (Barcelona: Amarantos, 1983)
- Tractat de somnis, accèssit al premi de poesia Miquel Martí i Pol de Roda de Ter, 1989. Romangué inèdit fins a la seva recreació / refundició i publicació al volum Ales intactes, del 1996.
- Ales intactes (Barcelona: Columna, 1996)
- Les lentes il·lusions (Barcelona: Edicions 62, 2001, Premi Màrius Torres)
- Congesta (Barcelona: Edicions 62, 2007)
- Ganiveta. Antologia poètica 1964-2011 (Palma: Lleonard Muntaner, 2012)
- Baix continu (Barcelona: Edicions de 1984, 2014)

### Antologada com a poeta a...
- Europa és una dona / Europe Is a Woman, a cura d'Anna Aguilar Amat (Bellaterra: Servei de Publicacions de la Universitat Autònoma de Barcelona, 2007)
- Eròtiques i despentinades. Un recorregut de cent anys per la poesia catalana amb veu de dona, amb il·lustracions de Maria Montes. Dàctil Poesia 26. (Tarragona: Arola Editors, 2008)
- Les vaques magres. Bouesia 2007 (Tarragona: Arola Editors, 2008)

### Novel·la
- Potala (Barcelona: Laia, 1986)
- No em dic Raquel (Barcelona: Laia, 1989)
- La dona liquada (Barcelona: Columna, 1990)
- Rímmel (Barcelona: Columna - Edicions de l'Eixample, 1994)
- Amor congelat (Tarragona: El Mèdol, 1997)
- Tòrrida tardor (Tarragona: El Mèdol, 1997)
- Els dies infinits (Barcelona: Columna, 2001)
- Sense alè (Barcelona: Edicions de 1984, 2012), Premi Ciutat de Barcelona de Literatura en llengua catalana 2012.[5]

### Narrativa infantil i juvenil
- La marieta i el pi (Barcelona: Combel, col·lecció El cavall volador, sèrie Pas, 2002)
- La marieta i la neu (Barcelona: Combel, col·lecció El cavall volador, sèrie Pas, 2002)
- La marieta i la festa major (Barcelona: Combel, col·lecció El cavall volador, sèrie Pas, 2002)
- La marieta i la nit (Barcelona: Combel, col·lecció El cavall volador, sèrie Pas, 2002)

### Teatre
- Contaminació, lectura dramatitzada a l'SGAE el 2009

### Crítica literària / assaig / edicions a cura de l'autora
- Homenatge a Maria-Mercè Marçal, diversos autors (Barcelona: Empúries, 1998)
- "Virgina Woolf - Vita Sackville-West: Fascinacions transferides", conferència dramatitzada del cicle "Cartografies del desig - 15 escriptors i el seu món", Casa Elizalde, Barcelona, 1997; dins del llibre col·lectiu Cartografies del desig. Quinze escriptores i el seu món (Barcelona: Proa, La Mirada, 1997)
- "Contra l'oblit. Montserrat Roig - Anne Frank", 2n cicle "Cartografies del desig", Casa Elizalde, Barcelona, 1998; dins el llibre Memòria de l'aigua. Onze escriptores i el seu món (Barcelona: Proa, La Mirada, 1999)
- "La claror (La paraula en Maria-Mercè Marçal)", dins Llengua abolida. Primer encontre de creadors (Lleida: Ajuntament de Lleida, 2000)
- Les vacants. Antologia de textos de dones del segle XX (Barcelona: March Editor, 2005)
- "Màscares sota la lluna - Víctor Català - Grazia Deledda", 3r cicle "Cartografies del desig", 2001. Teatre l'Espai, Barcelona. Comitato Nazionale Minoranze Etnico-Linguistiche in Italia, 2006.
- Història de can Contijoch de Manlleu (homenatge i record) (Novembre 2008)
- La passió segons Maria-Mercè Marçal. Dietari d'una amistat[6](Palma: Lleonard Muntaner, 2016)

### Receptes, consells i més
- Receptes per estimar. Tots els plats de sempre per viure millor. Consells terapèutics, receptes detallades, amb Enriqueta Mercadé (Barcelona: Ara Llibres, 2003)
- Més receptes per estimar, amb Enriqueta Mercadé (Barcelona: Ara Llibres, 2007)

### Traduccions fetes per l'autora
del francès:
- Bernard Pozier i Serge Patrice Thibodeau: Una finestra gebrada, junt amb altres traductors i escriptors, Seminari de Traducció Poètica de Farrera VII (Institució de les Lletres Catalanes / Emboscall, 2004)
- Sarah Kofman: Carrer Ordener, carrer Labat, traducció amb Yael Langella (Palma: Lleonard Muntaner, 2005)
- Postfaci "Encuentro con Djuna Barnes", entrevista de Michèle Causse a Djuna Barnes dins El almanaque de las mujeres, de Djuna Barnes. Edició d'Isabel Franc (Barcelona-Madrid: Egales, 2008)
- Lydia Flem: Com vaig buidar la casa dels meus pares (Palma: Lleonard Muntaner, 2009)